# Plan Plevena
Plan Plevena – przedstawiony na forum Zgromadzenia Narodowego IV Republiki Francuskiej 24 października 1950 przez premiera Francji René Plevena plan włączenia RFN do europejskich struktur obronnych.
Jego głównymi zadaniami miały być: obrona Europy Zachodniej przed ewentualnym atakiem ze strony ZSRR, zapobieżenie odrodzenia się militaryzmu niemieckiego oraz uniezależnienie państw zachodnioeuropejskich od pomocy i wsparcia militarnego USA.
Plan zakładał stworzenie europejskiej armii (z międzynarodowymi jednostkami) podległej europejskiemu ministrowi obrony, co miało być gwarancją kontroli nad niemieckim militaryzmem.
Plan, przyjęty przez Zgromadzenie Narodowe, był podstawą projektu Europejskiej Wspólnoty Obronnej, której projekt Zgromadzenie odrzuciło w 1954 roku.